# 柳昭贞
柳昭贞（1996年6月4日—）是一名韩国女子手球运动员，司职右内锋。她曾在2014年随国家青年队参加世界青年女子手球锦标赛、世界青少年女子手球锦标赛，及南京青奥，其中在世界青年锦标赛和南京青奥中均获得冠军，世界青少年锦标赛则成为进球王。在获得2015年夏季世大运银牌后，她正式入选成年国家队，并在同年随队参加自己的首次世界锦标赛。2016年，她入选里约奥运韩国女子手球队阵容，得以首次出战奥运。